# Йозеф Йоахім Рафф
Йозеф Йоахім Рафф (нім. Joseph Joachim Raff; 27 травня 1822, Лахен поблизу Цюриха, Швейцарія — 4 червня 1882, Франкфурт-на-Майні) — німецько-швейцарський композитор, музичний педагог, музикант. 

## Біографія
Народився в швейцарській німецькомовній комуні Лахен в родині музиканта-органіста, який втік в 1810 році з Вюртемберга від примусового вербування в армію-союзницю Наполеона.  
Спеціальної музичної освіти не отримав, був значною мірою самоуком. Закінчивши єзуїтську школу в Швіці, став вчителем. Працював педагогом в Шмеріконі, Швіці і Раперсвілі. 
Перший досвід в музичній творчости — кілька фортеп'янних композицій, які Рафф послав Ф. Мендельсону, які були видані за його рекомендацією в 1844 році музичним видавництвом «Breitkopf & Härtel» і отримали позитивні оцінки Р. Шумана в журналі «Neue Zeitschrift für Musik». Успіх спонукав Раффа переїхати до Цюріха і повністю присвятити себе творчій діяльности. 
Велику підтримку Раффу надав також Ф. Ліст, з яким він познайомився в 1845 році в Базелі. Деякий час жив в Штутгарті, дружив з Г. фон Бюловим. 
З 1850 по 1853 рік Рафф працював помічником Ф. Ліста у Веймарі, де з 1850 року приєднався до веймарської школи музики, співпрацював з журналом «Neue Zeitschrift für Musik», опублікував роботу «Вагнерівська проблема» (1854). 
У 1856—1877 рр. жив в Вісбадені. У 1877 році став першим директором консерваторії Хоха у Франкфурті-на-Майні. Заснував спеціальний клас для жінок-композиторів і запросив Клару Шуман та інших видатних музикантів викладати. Сам будучи викладачем композиції, виховав ряд талановитих композиторів і музикантів, серед них Е. Мак-Доуелл і А. Ріттер. 
Прем'єра опери композитора «Король Альфред», поставлена у Веймарі, особливого успіху не мала, але після виконання в Веймарі інструментальних творів репутація Раффа як симфоніста стала рости. Музичні твори Раффа свого часу користувалися популярністю і були репертуарними в різних європейських країнах; Н. Ф. Соловйов в «Енциклопедії Брокгауза і Ефрона» відносив Раффа до числа «видатних композиторів сучасної німецької школи». 

## Вибрані твори
опери
- Король Альфред (König Alfred 1848; 2-га ред. 1851 Веймар),
- Дама Кобольд (Dame Kobold, 1870, Веймар)
- Бенедетто Марчелло (Benedetto Marcello) і ін.

ораторії;
для оркестру
- 11 симфоній, в тому числі: 
  - «До Батьківщини» — An das Vaterland, 1863;
  - У лісі — Im Walde, 1869;
  - Леонора, 1872;
  - В Альпах — In den Alpen, 1877;
  - Весняні звуки — Frühlingsklänge, 1878;
  - Влітку — Im Sommer, 1880,

сюїти, увертюри, в тому числі до п'єс В. Шекспіра;
для інструментів з оркестром:
- для фортеп'яно: концерт, Ода весні (Ode au printemps), сюїта;
- для скрипки: 2 концерти, сюїта;
- для віолончелі: 2 концерти;

камерно-інструментальні ансамблі, в тому числі
- 4 фортеп'янних тріо;
- 8 струнних квартетів;
- фортеп'янний квінтет;
- струнний секстет;
- струнний октет;

для фортеп'яно:
- 2 сонати, сюїти, п'єси, транскрипції творів Й. С. Баха, Г. Ф. Генделя;

хори, дуети, пісні.